# San Buono
San Buono ist eine italienische Gemeinde (comune) mit 854 Einwohnern (Stand 31. Dezember 2023) in der Provinz Chieti in den Abruzzen. Die Gemeinde liegt etwa 52 Kilometer südsüdöstlich von Chieti und gehört zur Comunità montana Medio Vastese.

## Geschichte
Die alte Burganlage von San Buono (castrum Bonum) entstand im 10. Jahrhundert, die eigentliche Siedlung dagegen erst im 15. Jahrhundert.

## Weinbau
In der Gemeinde werden Reben der Sorte Montepulciano für den DOC-Wein Montepulciano d’Abruzzo angebaut.

## Verkehr
Durch die Gemeinde führt die frühere Strada Statale 86 Istonia von Forlì del Sannio nach Vasto.